# 杜県
杜県（と-けん）は、紀元前687年から紀元前65年と、5、6世紀の中国にあった県である。間には杜陵県・饒安県・杜城県と称した時期がはさまる。県域は現在の陝西省西安市雁塔区から碑林区にまたがる。碑林区山門口陳家橋村東北にある集落遺跡が、杜県故城とされている。

## 歴史

### 秦の杜県
もと杜伯国があった地である。春秋時代に秦の武公がその治世11年（前687年）に杜県と鄭県を置いた。この頃秦は小国であったが、周囲の異民族（戎）と戦って領土を拡大しており、憲公2年（前714年）に蕩社を滅ぼした。一説に蕩社は湯杜といい、後の杜県の境界内にあったという。杜県等の設置はその結果である。
杜県の設置時にはそれより上の行政区画がなかったが、領土がさらに拡大し、郡県制が施行されると、首都圏を特別に管轄する内史に属した。秦が都を咸陽に遷すと、杜県は渭水を隔てて都の近郊になった。
始皇帝37年（前209年）に即位した二世皇帝（胡亥）が、諸公子を敵視して誅戮したとき、多く（6人の公子または10人の公女）が杜で殺された。

### 前漢の杜県
秦が滅び、項羽が覇権をとると、秦の故地は三分され、杜県はその中の塞国に属し、司馬欣がその王になった。翌高祖2年（前205年）、漢の劉邦が秦に入って司馬欣を倒し、渭南郡を置いた。
続く楚漢戦争の間、杜県の樊郷と平郷が、それぞれ漢の武将樊噲と灌嬰に食邑として与えられた。漢が天下を統一すると、両人は別の土地に封じられた。
前漢では都が渭水の南の長安にあったので、杜県と都の距離はさらに近くなった。
高祖9年（前198年）に渭南郡は廃止になり、秦の時代と同じく内史の管轄下に置かれた。景帝前2年(前155年)に内史が左右に分割されると、杜県は右内史の下に入った。さらに太初元年(紀元前104年)に右内史が分割され、杜県は京兆尹の下に置かれた。
宣帝は即位前の青年期に杜県の下杜にいることが多く、即位後、杜に自らの陵墓を定めた。陵墓は杜陵と名付けられ、県は杜陵県と改称した。元康元年（前65年）のことである。

### 杜陵県・饒安県・杜城県、そして杜県廃止
杜陵県に改称してから半世紀後に前漢は滅んだ。新の時代に饒安県と改称したが、新の滅亡（紀元23年）とともに杜陵県の名に戻った。後漢・三国時代にも杜陵県であった。
晋のとき、杜城県、さらに後に杜県と改称した。この杜県は北周のとき廃止され、万年県に併合された。